# باب الطاقة
باب الطاقة قرية سورية تتبع لمنطقة السقيلبية في محافظة حماة. بلغ عدد سكانها (11000) الف نسمة في عام 2004 حسب إحصاء المكتب المركزي للإحصاء.

## وصلات خارجية
- الوحدات الإدارية في محافظة حماة